# أجفان الأمير
أجفان الأمير (1900 - 18 يونيو 1976) هي مغنية وممثلة مصرية.

## حياتها ونشاتها
ولدت في بدايات القرن العشرين وتوفيت بتاريخ 18 يونيو 1976، كان لها صولات وجولات طربية وخاصة خلال الثلاثينات والاربعينات والخمسينات من القرن العشرين قدمت الكثير من الأغاني الجميلة خلال مسيرتها الفنية. وغنت في عدد من الأفلام منها فيلم انتصار الإسلام عام 1952 مع محسن سرحان وهند رستم وماجدة، وغنت أيضاً في مسلسل سيد درويش. ومثلت دور مطربة في فيلم فتوات الحسينية عام 1954 مع ممثلين بارزين منهم هدى سلطان وفريد شوقي ومحمود المليجي.

## إنظر أيضاً
- فيلم فتوات الحسينية

## روابط خارجية
- أجفان الأمير على موقع الدهليز
- أجفان الأمير على موقع قاعدة بيانات الأفلام العربية

## وصلات خارجية
أجفان الأمير على موقع الدهليز
- أجفان الأمير على موقع قاعدة بيانات الأفلام العربية